# دوري أبطال أوروبا لكرة اليد للسيدات 2011–12
دوري أبطال أوروبا لكرة اليد للسيدات 2011–12 هو الموسم 19 من  دوري أبطال أوروبا لكرة اليد للسيدات. أقيم خلال الفترة 2 سبتمبر 2011 وحتى 13 مايو 2012، وأشرف على تنظيمه الاتحاد الأوروبي لكرة اليد، وفاز فيه ŽRK Budućnost Podgorica ‏.